# Weme
WeMe (кор. 위미) — дебютный мини-альбом южнокорейской гёрл-группы Weki Meki. Был выпущен 8 августа 2017 года компанией Fantagio Music и распространен компанией Interpark. Альбом состоит из шести песен, включая заглавный трек «I Don't Like Your Girlfriend».

## Предписылки и релиз
3 августа 2017 года был объявлен альбом. 6 августа был выпущен видео-тизер, показывающий, как группа превращается из белых нарядов в красочные. На видео также было показано имя каждого участника.
Альбом был выпущен через несколько музыкальных порталов, в том числе MelOn в Южной Корее и iTunes по всему миру. 12 сентября ограниченная «B версия» альбома была выпущена физически в Южной Корее.

## Промоушен
«I Don't Like Your Girlfrien» был выпущен в качестве заглавного трека в сочетании с альбомом 8 августа. 1 августа был выпущен первый тизер музыкального видео. 4 августа был выпущен второй и последний тизер музыкального видео. Полное музыкальное видео было выпущено 8 августа через официальный канал группы на YouTube. Песня дебютировала и достигла пика под номером 95 в цифровом чарте Gaon, в выпуске чарта от 6-12 августа 2017 года, с 21 447 проданными загрузками.

## Трек-лист
| №                   | Название                                                     | Текст песни                                                  | Музыка                                   | Arrangement                 | Длительность |
| ------------------- | ------------------------------------------------------------ | ------------------------------------------------------------ | ---------------------------------------- | --------------------------- | ------------ |
| 1.                  | «I Don't Like Your Girlfriend»                               | Seo Jieum                                                    | Im Kwanguk Ryan Kim Chase Amanda Moseley | Devine Channel              | 3:19         |
| 2.                  | «Stay with Me»                                               | Seo Jieum Zaydro Hwang Jaewoong RHeaT Choi Yoojung           | Zaydro Hwang Jaewoong RHeaT              | Zaydro RHeaT                | 3:35         |
| 3.                  | «Pretty Boy (iTeen Girls Special)» (너란 사람; Neolan Salam) | Song Sooyun Lee Hyungsuk Han Jaeho Kim Seungsoo Choi Yoojung | Han Jaeho Kim Seungsoo Lee Hyungsuk      | Lee Hyungsuk Hong Seunghyun | 3:21         |
| 4.                  | «Neverland»                                                  | Jinli GloryFace                                              | Glory Face Jake K Jinli                  | Glory Face Jake K           | 3:31         |
| 5.                  | «My World»                                                   | Jinli                                                        | Glory Face                               | Glory Face Jinli            | 3:29         |
| 6.                  | «Fantastic»                                                  | East4A David Park                                            | East4A David Park                        | East4A David Park           | 3:43         |
| Общая длительность: | Общая длительность:                                          | Общая длительность:                                          | Общая длительность:                      | Общая длительность:         | 20:58        |

## Чарты
| Чарты (2017)            | Высшая позиция |
| ----------------------- | -------------- |
| Республика Корея (Gaon) | 7              |